# Grabhügel von Meppen-Teglingen

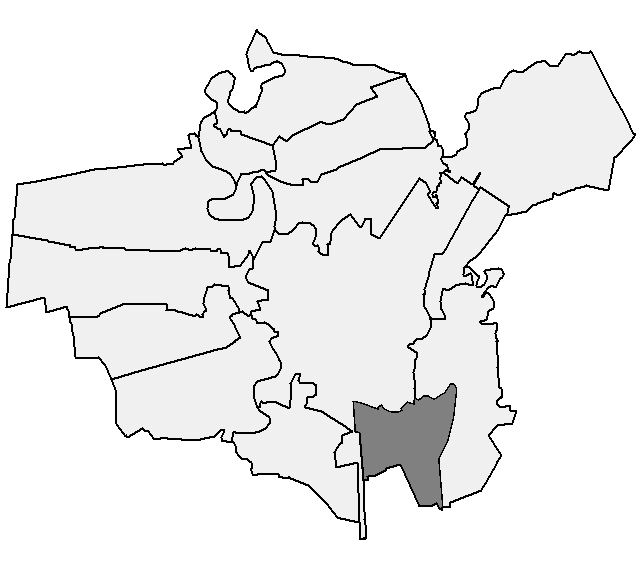
Meppen-Teglingen

Der Grabhügel von Meppen-Teglingen im Emsland in Niedersachsen ist eine Anlage der Einzelgrabkultur (EGK) aus der Jungsteinzeit (etwa 2800–2300 v. Chr.)
Der Grabhügel auf dem Gebiet von Teglingen nahe beim südlich gelegenen Osterbrock ist charakteristisch für den Grabbau im nordwestlichen Verbreitungsgebiet der Einzelgrabkultur (Niederlande, Nordwestniedersachsen, Westfalen). In dem aufgeschütteten flachen Hügel wurde eine Südwest-Nordost orientierte Grube ausgehoben. In ihr wurde eine zwei Meter lange Kammer aus Eichenbohlen errichtet in der ein Mann bestattet wurde. Als Beigaben erhielt er eine Feuersteinklinge, eine Streitaxt und einen schlanken, schnurverzierten Zonenbecher. 
Die mit Holzkohle vermischte Grubenverfüllung belegt die Verwendung von Feuer im Bestattungsbrauch der Einzelgrabkultur, die zu den schnurkeramischen Gruppen gehört. Im Lauf der Zeit wurde der Grabhügel von einer Sanddüne überweht und blieb von Nachbestattungen verschont.
Den Grabhügel entdeckte ein Bewohner aus Osterbrock 1937 beim Abtragen einer Bodenwelle, um ein Landstück zu kultivieren. Dabei stieß er auf die Feuersteinklinge und die Streitaxt. Die Funde gab er über den Lehrer des Ortes beim Landratsamt ab, das die Fundmeldung an das Landesmuseum Hannover weiterleitete. Unmittelbar danach nahm der Prähistoriker Albert Genrich eine Ausgrabung am Fundort vor. Die Fundstücke kamen ins Landesmuseum.